# San Gregorio (Michelangelo)
San Gregorio è una scultura marmorea (altezza 126 cm) di Michelangelo, eseguita tra il 1501 e il 1504 circa e collocata nella Cattedrale di Santa Maria Assunta a Siena, entro il complesso dell'Altare Piccolomini.

## Storia
Le statue che dovevano completare l'altare nella cappella dei Piccolomini nel Duomo dovevano essere in tutto quindici e vennero commissionate a Michelangelo nel 1501 dopo che l'artista precedentemente designato, Pietro Torrigiani, aveva lasciato l'incarico scolpendo una sola statua. Michelangelo lavorò alle statue da Firenze, inviandone all'incirca una all'anno, con un massiccio impiego di aiuti, fino al 1504, ma poi l'impresa senese dovette non soddisfare più le sue ambizioni, essendo ormai lanciato sulla strada della fama e verso progetti di ben maggiore portata, come il David che stava scolpendo proprio in quegli anni.

## Descrizione e stile
Le statue per i Piccolomini appaiono più modeste di altre opere completate in precedenza dall'artista, probabilmente anche a causa della loro collocazione nello spazio piuttosto angusto delle nicchie a cui erano destinate.
Il San Gregorio è forse la figura più debole della serie, dovuta al massiccio uso di aiuti, con una posizione in contrapposto che, per via della testa leggermente reclinata a sinistra, esprime un certo patetismo. Il santo e papa indossa il triregno e tiene in mano un grande libro, che viene come mostrato allo spettatore. Il panneggio è variato senza schematismi, ma piuttosto ordinario, senza gli effetti espressivi chiaroscurali del San Paolo nella stessa serie.